# Anna Borg
Anna Gudmundine Gudrun Borg (født Anna Borgtórsdóttir 30. juli 1903 i Reykjavik – 14. april 1963 ved Oslo) var en dansk skuespillerinde.
Anna Borg, der var datter af den islandske skuespiller Stefania Gudmundsdóttir, blev uddannet fra Det Kongelige Teaters elevskole i 1928 og debuterede som Maria året efter i Galgemanden. Hun var tilknyttet Det Kongelige Teater til sin død på nær fire år på Dagmarteatret og Folketeatret. Særligt populær blev hun for sin rolle som Gretchen i Faust. Hun blev gift med Poul Reumert i 1932 og var fra 1958 lærer ved Det Kongelige Teaters Elevskole. 1941 modtog hun Ingenio et arti.
Hun omkom, da et Icelandair-fly styrtede ned ved Oslo Lufthavn, Fornebu. Reumert udgav i 1964 Anna Borgs erindringer med et udvalg af hendes breve, dagbøger og båndoptagelser.

## Filmografi
- De kloge og vi gale (1945)
- Affæren Birte (1945)